# 石山脚街道
石山脚乡，是中华人民共和国湖南省永州市零陵区下辖的一个乡镇级行政单位。

## 行政区划
石山脚乡下辖以下地区：
九江村、马投江村、燕塘村、马朝村、马回村、令塘村、西塘村、南山村、灯塘村、文屯村、石山脚村、竹塘村、吾山里村、竹元背村、天河桥村、五里堆村、井塘尾村、乌鸦庙村、高林桥村、塔仪村、杨柳湾村、莲花塘村、玉禾田村、两水口村、光明村、藕塘村、仁田里村、大夫庙村、老坝村、扶塘村、桥坪村、华源村和黄泥桥村。